# Гвенддолеу ап Кейдио
Гвентолеу ап Кейдио (валл. Gwenddoleu ap Ceidio; 520—573) — король Северного Солуэя (около 550—573); старший сын и наследник Кейдио, который был сыном Эйниона Эвраукского.
Гвентолеу был исторической личностью. Он превратился из героической личности в легендарную фигуру, о которой оставшиеся сохранившиеся ссылки по сути не более чем наброски. Гвентолеу в основном известен битвой, в которой он сражался против Гурги и брата его Передура (Персиваля), сыновей Эливера Госгортфавра (и, возможно, Ритерха Щедрого) при Артерите, где он был убит. Анналы Камбрии упоминают битву за 573 год и ничего больше не говорят. Другая хроника добавляет, что междоусобная битва была «между сыновьями Эливера и Гвентолеу ап Кейдио. Мерлин сошёл с ума». В триадах он упоминается несколько раз. Он был одним из «Трёх Быков-Защитников» Острова Британия.

## Биография
Около 550 года Гвентолеу наследовал своему отцу. К северу от его владений располагался Альт Клуит, на юге Северный Регед, на востоке уже созданное англо-саксонское королевство Берниция. У Гвентолеу были напряжены отношения с Альт-Клуитом, а также с Эливером, правителем Йорка, на трон которого Гвентолеу также претендовал.
Существование на карте Северной Британии небольшого королевства пришлось не по вкусу соседям Гвентолеу, прежде всего, Ритерху. Чтобы сохранить независимость, Гвентолеу пришлось искать помощи у принца Дал Риады Айдана мак Габрана, но тем самым он лишь ещё больше раззадорил стратклайдцев. Риддерх вступил в переговоры с кузенами Гвенддолеу, Передуром и Гурги Эвраукскими. Когда в 573 г. возник спор о пограничном городке Кайр-Лаверок, четыре армии сошлись в битве при Арвдеридде. Гвенддолеу удалось призвать под свои знамёна 2100 воинов, но объединённое войско его противников оказалось сильнее. В сражении Гвенддолеу погиб. Среди немногих его людей, которым удалось спастись, был бард Мирдин, известный в артуровском эпосе как волшебник Мерлин.
Похоже, что битва при Ардерите была настолько ожесточённой, что огромное облако пыли поднялось от войска Гвентолеу. Военный отряд Гвентолеу состоял из 2100 человек. Они продолжали битву при Ардерите в течение двух недель и месяца после того, как их господин был убит, откуда их называли одним из «Трёх верных военных отрядов» Острова Британия. Гвентолеу был владельцем одного из «Тринадцати сокровищ Британии», а именно своего Гвитбуилла. Гвитбуилл была игрой, в которую играли с «людьми» или «фигурами» на доске, как в шахматах. В случае Гвентолеу доска была из серебра, а фигуры из золота. В Vita Merlini Джеффри Монмутского он назван Guennolous Scotiae и, как сказано, сражался против Ридерха и Передура. У.Ф.Скин считал, что место под названием Карвинли или Карвинелоу примерно в десяти милях к северу от Карлайла и недалеко от Артурета, представляет собой Каэр Гвентолеу, и таким образом увековечивает имя Гвентолеу. Более ранняя форма была Каэрвиндло.

## В стихах бардов
Согласно валлийской традиции, Миртин Уиллт был бардом Гвентолеу. Так в стихотворении «Афалленнау» в «Чёрной книге Кармартена» представлен говорящим:
Строфа 5 l.9 После Гвентолеу ни один лорд не удостаивает меня чести.
Строфа 7 l.10 Мой государь Гвентолеу.

В поэме «Хойанау» в той же рукописи, строфа 3, строфы 9–12 (BBC 53, строфы 16–19), Миртин представлен говорящим:
Я видел Гвентолеу на пути(?) короля(ов),
Собирающего добычу со всех границ;
И теперь он действительно всё ещё лежит под бурой землёй;
Глава королей севера, величайшей щедрости.

Снова в диалоге между Гвином ап Нуддом и Гвитно Гаранхиром в «Чёрной книге Кармартена», строфа 15, Гвин говорит:
Я присутствовал там, где был убит Гвентолеу,
Сын Кейдио, столп песен.

А в диалоге Миртина и его сестры Гвендит в "Красной Книге Хергеста", строфа 10, л.1, и ещё дважды:
Как Гвентолеу погиб в кровопролитии Ардерита